# Aviation Safety Network
Aviation Safety Network (ASN), en español Red de Seguridad Aérea es un sitio web que realiza un seguimiento de incidentes de aerolíneas. Su base de datos contiene detalles de más de 20.300 accidentes, y cada semana recibe aproximadamente 50.000 visitantes únicos.